# 266 г. пр.н.е.
266 (двеста шестдесет и шеста) година преди новата ера (пр.н.е.) е година от доюлианския (Помпилийски) римски календар.

## Събития

### В Римската република
- Консули са Децим Юний Пера и Нумерий Фабий Пиктор.
- Римляните побеждават месапите и салентините и техните земи са присъединени към републиката.[1]

### В Гърция
- Второ спартанско настъпление срещу Коринтския провлак е отблъснато по време на Хремонидовата война.[2]
- Македонският цар Антигон II Гонат побеждава разбунтували се галатянски наемници в Мегара.[2]
- Атина е обсадена от войската на македонския цар.[2]

## Починали
- Митридат I (Понт), основател на Понтийското царство